# Académie des Inscriptions et Belles-Lettres

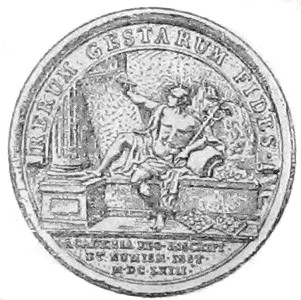
Medalha da Académie des inscriptions et belles-lettres.

Académie des Inscriptions et Belles-Lettres é uma sociedade científica francesa voltada para as Humanidades, fundada em fevereiro de 1663 e que modernamente compõe uma das cinco academias integrantes do Institut de France.

## Histórico
Fundada em 1663, por esforço de Colbert sob o nome de Petite Académie, era originalmente composta por quatro membros nomeados pelo próprio Ministro e que já eram integrantes da Académie française. Os quatro primeiros membros foram Chapelain, Charpentier, o abade de Bourzeis e o abade Cassagne; este foi substituído, em 1671, por Perrault. Eles se reuniam numa das salas do Louvre ou na biblioteca de Colbert, e tinham por tarefa compor as inscrições e divisas dos monumentos erguidos por Luís XIV e das medalhas cunhadas em sua homenagem, daí seu nome primitivo de Académie des inscriptions et médailles.
Logo a nova Academia convida novos membros para cuidar de outros trabalhos. Desta forma procurou pessoas apropriadas para a descrição apropriada dos "desenhos e tapeçarias reais", e logo em seguida deu início a uma Histoire métallique do reinado de Luís XIV. A instituição tomou feição regular a partir da morte de Colbert (1683), passando então para a direção de Louvois. Abandonando a ideia primitiva, Louvois convida para integrar os quadros da entidade Félibien (1683), que ficou com a custódia do Gabinete de Antiguidades, e Pierre Rainssant (1685), que cuidava das Medalhas do Rei. Em 1701 uma lei aprovada por Luís XIV deu à Académie des inscriptions as bases de sua organização definitiva.
Quarenta acadêmicos foram nomeados e divididos em quatro categorias: dez acadêmicos honorários (dos quais dois poderiam ser estrangeiros), dez pensionistas, dez associados (dos quais quatro poderiam ser estrangeiros) e dez estudiosos. A instituição teria que lidar com toda a história da França, e compor as medalhas de seus principais eventos; devia explicar suas medalhas, medalhões, pedras munumentais, inscrições e outras raridades antigas ou modernas do Cabinete Real; ao mesmo tempo, devia localizar, explicar e comentar sobre os antigos monumentos, bem como as antiguidades de todo o tipo, existentes em França. Um édito de 1716 deu-lhe o nome oficial de Académie royale des inscriptions et belles-lettres.
A partir daquele momento passaram a ser escritas as Mémoires de l'Académie (1717), que incluía estudos de história, arqueologia, linguística, etc. A Academia desenvolveu esses trabalhos até 1783.
Foi apenas em 1803 que seus membros, que se fizeram dispersos,, voltaram a ser reunidos, ao mesmo tempo em que a Academia foi reconstituída sobre novas bases. Tomou então o título de Classe d'histoire et de littérature ancienne, tornou-se a terceira "classe" do Institut. Em 1807 teve por missão continuar o Histoire littéraire de la France, ao mesmo tempo em que inicia a publicação do Ordonnances des rois de France de la troisième race.
A Restauração devolveu à Sociedade sua antiga denominação de Académie des inscriptions et belles-lettres. Os membros correspondentes viram-se reduzidos a cinquenta, e foi instituída a categoria de académiciens libres com dez membros.
Desde então a constituição da Academia permaneceu quase inalterada; mas teve uma ampliação na sua área de estudos: filologia comparada, antiguidades orientais, gregas e romanas, e epigrafia - que as descobertas notáveis do século XIX haviam sido reveladas pela Academia. Dentre suas publicações de então merecem ser destacadas: as Notices et Extraits des manuscrits; a coleção Mémoires présentés par les savants étrangers; a Table chronologique  des diplômes, chartes, titres et actes imprimés concernant l'histoire de France; o Corpus inscriptionum semiticarum, iniciado em 1867; o Recueil des historiens des croisades, começado em 1840, admirável reunião de todos os textos, todas as crônicas ocidentais, orientais, gregas e armênias relativas às grandes expedições cristãs na Ásia, na Idade Média.

## Ligação externa
- Site oficial.